# Formación McCoy Brook

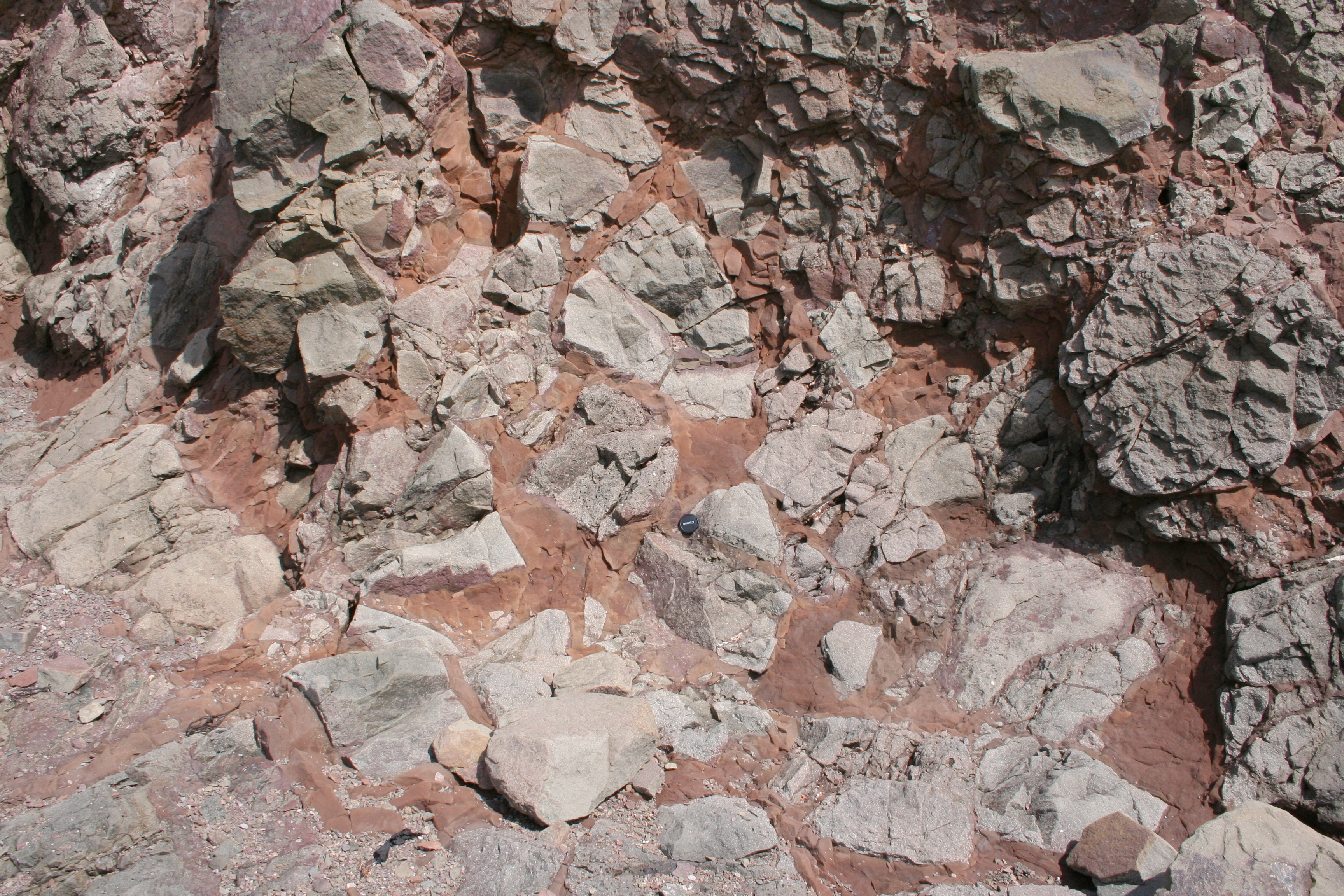
Brecha en la Formación McCoy Brook (Jurásico inferior), Wasson's Bluff, Nueva Escocia.

La Formación MacCoy Brook es una formación geológica de Nueva Escocia Canadá. Es un sedimentario ubicado por encima de la sección netamente continental del Hettangiense y por debajo de las capas marinas del Pliensbachiense.

## Fósilesencontrados

### Flora
- Pinales
  - Araucariaceae
  - Araucarioxylon Hudsoni .

### Fauna

#### Moluscos
- Mollusca
  - Gastropoda
    - Claraia conosors.

#### Peces
- Chondrichthyes
  - Sphenonchus  Megamandibulax.
- Teleostei
  - Sauricthys imperaptor.
  - Siluriformes
    - Siluriformes indet.
    - Diplomystidae
      - Diplomystidae indet.

    - Ceratodontidae
      - Dwykia Nortensis.

#### Repties
- -     - Sphenodontidae
      - ClevosaurusHudsoni

  - Pliosauria
    -       - Eurycleidus Arcuatus

#### Archosauromorpha
- Ornithodira
  - Dinosauromorpha
    - Silesauridae
      - Pamelina gracilis